# Kreator
A Kreator egy német thrash metal együttes. 1982-ben alakultak Essenben, eredetileg Tormentor néven, de mivel már létezett egy ilyen nevű együttes, a máig használt nevet vették fel. Zenéjükben a Slayer, a Venom, a Metallica és a Mercyful Fate hatásai fedezhetők fel.
Az 1980-as években a honfitárs Destruction és Sodom társaságában a germán thrash metal meghatározó együttese voltak, Európában pedig a legnépszerűbb thrash metal együttesnek számítottak. Habár a Kreatort alapvetően a thrash metallal azonosítják, a '90-es években megjelent albumaikon más stílusokkal is próbálkoztak.

## Története

### 1980-as évek
A zenekart a Mille Petrozza gitáros/énekes, Rob Fioretti basszusgitáros és Ventor dobos alakították 1982-ben. Első demóikat még Tormentor néven adták ki, de 1984-ben nevet váltottak. A demók révén underground szinten hamar ismertté vált csapatot a német Noise kiadó szerződtette le. Az első Kreator album 1985-ben jelent meg Endless Pain címmel. A lemezt 10 nap alatt vették fel, és nyers hangzású dalaival sok későbbi black és death metal együttesre nagy hatással volt. Ahogy a bemutatkozó lemez turnéja véget ért máris stúdióba vonultak Harris Jones producerrel, hogy felvegyék a második Kreator albumot. 1986-ban jelent meg a Pleasure to Kill, és mind a mai napig a Kreator egyik legnagyobb klasszikusának tartják.
1986 végén egy új gitárossal, Jörg Tritze-vel bővült a csapat. 1987 októberében - a Terrible Certainty című albumuk megjelenésével egyidőben - a Kreator Angliában turnézott a Virus és a Celtic Frost társaságában, majd a D.R.I. előzenekaraként koncerteztek az Amerikai Egyesült Államokban. A Kreator rajongótábora tovább nőtt.
A Noise kiadó ebben az időben kötött megállapodást a multi Epic-kel, ami nagy lehetőség volt a komoly áttörésre a Kreator számára, hogy az amerikai thrash metal zenekarok kereskedelmi sikereinek nyomába érjenek. Ennek érdekében a következő albumot Los Angelesben vették fel a neves thrash metal producer Randy Burns irányításával. Az 1989-ben megjelent Extreme Aggression be is váltotta a hozzá fűzött reményeket. Újabb klasszikus Kreator-album született, és nem mellesleg ez a korong lett az együttes történetének legtöbb példányban eladott lemeze. Az amerikai MTV is folyamatosan játszotta a Betrayer dal klipjét.

### 1990-es évek
A lemezbemutató turné végeztével - ahol már a Sodomból érkezett gitáros Frank Blackfire játszott velük - a Noise ismét stúdióba küldte az együttest, de a fáradt, kiégett zenészek csak egy közepesnél alig jobb albumra voltak képesek. Ez a Coma of Souls. A '90-es években a többi thrash metal zenekarhoz hasonlóan a Kreator is a zenei kísérletekben látta a túlélés zálogát. Az 1992-es Renewal a floridai death metal fellegvárának számító Morrisound stúdióban készült és a death metal mellett industrial hatások is kimutathatók rajta. A lemez fogadtatása mérsékelt volt és a turnék - köztük az első dél-amerikai fellépéseik - végeztével a Kreator hosszabb pihenőre vonult.
A csendet 1995-ben törték meg a "régi szép idők" halvány lenyomatának tetsző Cause for Conflict albummal, melyet már új kiadó, a GUN Records gondozott. A felállás is megváltozott időközben. A két alapító tag Rob Fioretti és Ventor még a Cause for Conflict elkészítése előtt távoztak. A lemezen Christian Giesler basszusgitározik és Joe Cangelosi dobol. Giesler a mai napig a Kreator tagja, de az ex-Whiplash dobos Cangelosi és a gitáros Blackfire az év végén távoztak. A dobok mögé visszatért Ventor, az új gitáros pedig Tommy Vetterli lett a svájci Coronerből.
A váltás a Kreator zenéjében is bekövetkezett. Az Outcast (1997) és az Endorama (1999) albumokkal a lehető legtávolabb kerültek az extrém metaltól. Egy belassított, ambient és gothic elemekkel, sampler és elektro effektekkel dúsított kísérleti zene hallható a két lemezen, melyeknek egyes dalaiban a jellegzetes, rikácsoló hangú frontember Mille a tiszta énekkel is megpróbálkozott.

### 2000-es évek
A zenei kirándulásnak Vetterli távozása vetett véget és Mille úgy döntött a Kreator visszatér a thrash metalhoz. Az SPV kiadóval kötöttek lemezszerződést, és a 2001-ben megjelent Violent Revolution valóban újra életre keltette a Kreatort. A korong a német lemezeladási lista 38. helyén nyitott megjelenésének hetében. Ezen az albumon játszott először a finn gitáros Sami Yli-Sirniö, aki azóta is a zenekar tagja.
Előbb a Cannibal Corpse zenekarral koncerteztek, majd a régi dicsőséget megidézve a germán thrash metal három legnépszerűbb együttese, a Kreator, a Sodom és a Destruction az év végén közös Európa-turnéra indult. 2002-ben a Destruction társaságában Dél-Amerikába, majd az USA-ba is eljutottak. Szintén 2002-ben teltház előtt léptek fel a Sziget fesztiválon. Az előző évi sikeres koncerteknek a Live Kreation CD-vel és DVD-vel állítottak emléket 2003-ban, majd folytatták tovább a koncertezést, hogy kielégítsék a zenekar iránt mutatkozó felfokozott érdeklődést.
A hosszúra nyúlt turnézásnak köszönhetően a következő nagylemez 2005 januárjában jelent meg Enemy of God címmel. Folytatták Violent Revolution albummal kijelölt utat, így az új anyagot is lelkesen fogadta a rajongótábor és a szaksajtó. A lemez a 19. helyig jutott a német lemezeladási listán. Az Enemy of God turné keretében - amelynek egyik előzenekara a magyar Ektomorf volt - az év elején újra eljutottak Budapestre. Júniusban első metal zenekarként Marokkóban koncerteztek 20.000 ember előtt.
2006 őszén újra kiadták az Enemy of God albumot egy bónusz DVD-vel, mely a zenekar 2005-ös Wacken-fesztiválos fellépését, plusz a lemezhez kapcsolódó videóklipeket tartalmazza. 2008-ban az At The Pulse of Kapitulation DVD jelent meg, amely gyakorlatilag két korábbi VHS videó, a Live in East Berlin (1990) és a Hallucinative Comas (1991), digitálisan feljavított újrakiadása.
2008 júliusában ismét stúdióba vonult a Kreator, hogy felvegyék a Hordes of Chaos címre keresztelt új nagylemezüket, amely 2009 január 19-én jelent meg.
2012-ben pedig újabb lemez jelent meg, a Phantom Antichrist címmel. Ezt az albumot is jól fogadta a rajongótábor.
2017-ben, a turné után új albumot adtak ki "Gods of Violence" címmel. Az albumot követő turné zárásaként DVD-ben kiadták a londoni Roundhouse-i fellépésüket.
Ezután a basszeros "Speesy" távozott. A 2020. 03. 27-én kiadott World Divided - 666 Single Ep-n már az új basszer Frédéric Leclerq játszik.

## Diszkográfia

### Stúdióalbumok
- 1985 – Endless Pain
- 1986 – Pleasure to Kill
- 1987 – Terrible Certainty
- 1989 – Extreme Aggression
- 1990 – Coma of Souls
- 1992 – Renewal
- 1995 – Cause for Conflict
- 1997 – Outcast
- 1999 – Endorama
- 2001 – Violent Revolution
- 2005 – Enemy of God
- 2009 – Hordes of Chaos
- 2012 – Phantom Antichrist
- 2017 – Gods of Violence
- 2022 –  Hate Über Alles

### Kislemezek, EP-k
- 1986 – Flag of Hate EP
- 1987 – Behind the Mirror
- 1988 – Out of the Dark… Into the Light EP
- 1999 – Chosen Few
- 2020 – World Divided - 666 EP

### Koncertalbumok
- 2003 – Live Kreation

### Válogatások
- 1996 – Scenarios of Violence
- 1999 – Voices of Transgression
- 2000 – Past Life Trauma (1985-1992)

### Videók
- 1990 – Live in East Berlin VHS
- 1991 – Hallucinative Comas VHS
- 2003 – Live Kreation: Revisioned Glory DVD
- 2008 – At The Pulse of Kapitulation - Live in East Berlin DVD

## Külső hivatkozások
- Hivatalos weboldal
- AllMusic.com - Kreator biográfia
- NME.com - Kreator biográfia
- Rockdetector.com - Kreator biográfia
- Encyclopaedia Metallum - Kreator